# Rugby Africa Women's Cup 2021
La Rugby Africa Women's Cup del 2021 fue la segunda edición del torneo de rugby para selecciones femeninas pertenecientes a Rugby Afrique.
El torneo se disputó en formato de series entre selecciones femeninas definidas por criterio geográfico.

## Equipos participantes
- Selección femenina de rugby de Burkina Faso
- Selección femenina de rugby de Camerún
- Selección femenina de rugby de Costa de Marfil
- Selección femenina de rugby de Kenia
- Selección femenina de rugby de Madagascar
- Selección femenina de rugby de Namibia
- Selección femenina de rugby de Senegal
- Selección femenina de rugby de Uganda
- Selección femenina de rugby de Zambia
- Selección femenina de rugby de Zimbabue

## Resultados

### Grupo A
| 9 de junio de 2021 | Burkina Faso | 0 - 37 | Camerún |  |  |

| 12 de junio de 2021 | Burkina Faso | 3 - 35 | Camerún |  |  |

### Grupo B
| 3 de julio de 2021 | Kenia | 15 - 27 | Madagascar |  |  |

| 11 de julio de 2021 | Madagascar | 10 - 0 | Kenia |  |  |

### Grupo C
| 9 de octubre de 2021 | Túnez | 14 - 3 | Senegal |  |  |

| 13 de octubre de 2021 | Costa de Marfil | 5 - 45 | Senegal |  |  |

| 17 de octubre de 2021 | Túnez | 61 - 0 | Costa de Marfil |  |  |

### Grupo D
| 14 de julio de 2021 | Uganda | 41 - 0 | Zimbabue |  |  |

| 18 de julio de 2021 | Uganda | 34 - 3 | Zimbabue |  |  |

### Grupo E
| 13 de noviembre de 2021 | Namibia | 5 - 75 | Zambia |  |  |